# Левые коммунисты (Болгария)
Левые коммунисты в БКП (болг. Леви комунисти в БКП), также левые сектанты (болг. Леви сектанти) — крайне левая фракция в Болгарской коммунистической партии, существовала в период с 1919 по 1936 годы.
Оформилась на первом конгрессе БКП (тесных социалистов), образованной на базе Болгарской рабочей социал-демократической партии (тесных социалистов). Её руководителями стали Петко Енев и Иван Ганчев. Группа выступила против легальной деятельности партии (то есть участия в выборах) и предложила призвать народ к вооружённому восстанию и созданию Советов по аналогии с теми, что появились до и во время Октябрьской революции в России.
После поражения Сентябрьского восстания, левые коммунисты из Военной организации БКП проводят самый крупный террористический акт в истории Болгарии: нападение на Собор Святой Недели, в результате которого уничтожают многих высокопоставленных деятелей болгарского царства. Однако в результате развёрнутого режимом террора Военная организация БКП была разгромлена.